# Dani Olmo
Daniel Olmo Carvajal (Terrassa, 1998. május 7. –) spanyol válogatott labdarúgó, középpályás. A La Ligában szereplő Barcelona játékosa.

## Pályafutása

### Klubcsapatokban
Az RCD Espanyol és a Barcelona ifjúsági csapataiban nevelkedett egészen 2014-ig.

#### Dinamo Zagreb
Nyáron csatlakozott a horvát Dinamo Zagreb akadémiájához. 2015. február 7-én negyedik legfiatalabb játékosként mutatkozott be az első csapatban, az NK Lokomotiva Zagreb elleni bajnoki mérkőzésen, 16 évesen; és 276 naposan. Szeptember 22-én a kupában a NK Ostrc Zlatar ellen szerezte meg első felnőtt profi gólját. 2016. augusztus 22-én új 4 éves szerződést írt alá. A 2018-19-es szezon legjobb játékosának választották a bajnokságban, valamint a legjobb fiatal labdarúgó is ő lett a szezonban.

#### RB Leipzig

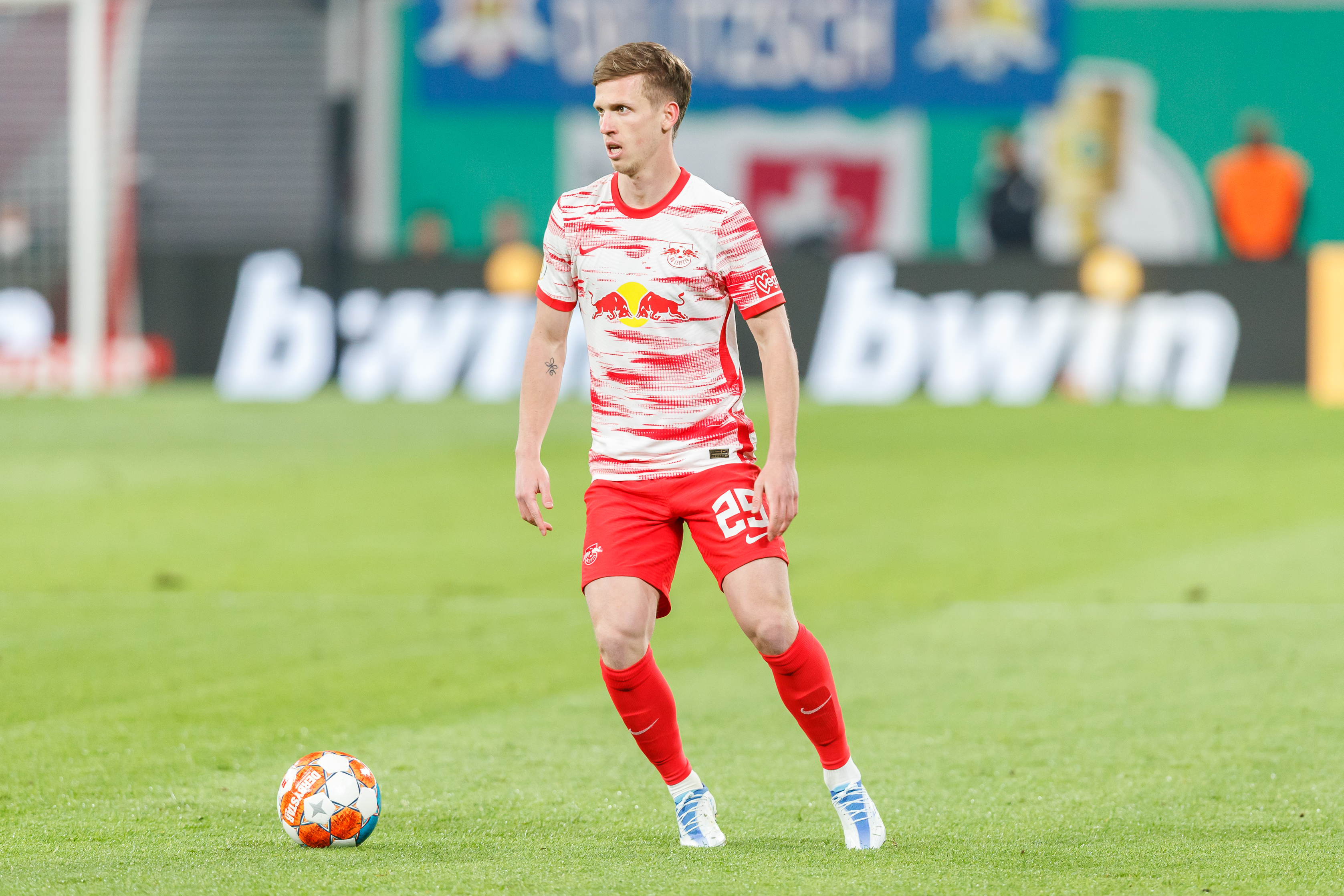
2022-ben az RB Leipzig színeiben

2020. január 25-én vásárolták meg, és 2024 nyaráig írta alá a szerződését. 
Február első napján mutatkozott be a csapatban, a Borussia Mönchengladbach elleni 2–2-s hazai bajnokin, a találkozó 69. percében.
Aztán három nappal később, az Eintracht Frankfurt ellen szerezte meg az első gólját, a 3–1-re elvesztett kupamérkőzésen.
Február 19-én nevezték a Bajnokok Ligájába a Spurs elleni nyolcaddöntő első mérkőzésére.
Június 12-én a TSG 1899 Hoffenheim ellen először duplázott a csapat színeiben, így ezzel a két góllal meg is nyerték a bajnoki találkozót.
Augusztus 13-án az Atlético de Madrid ellen debütált a csapattal a Bajnokok Ligajában, és az 50. percben az első gólját is megszerezte. Ezzel a 2–1-s győzelemmel az elődöntőbe jutottak.

##### 2020/21-es szezon
Szeptember 12-én az első tétmérkőzését a német kupasorozatban játszotta, a Nürnberg otthonában 3–0-s győztes mérkőzésén, nyolc nap múlva debütált a bajnokság nyitófordulójában, hazai környezetben a Mainz elleni 3–1-s találkozón, amelyen kiharcolt egy tizenegyest amit Emil Forsberg értékesített, öt percen belül pedig gólpasszt adott Yussuf Poulsennek.
Október 17-én két gólpasszával győzték le 2–0-ra az Augsburg csapatát a bajnokság 4. meccsnapján, három nappal később mutatkozott be a Bajnokok Ligájában a Başakşehir ellen 2–0-s csoportmérkőzésen.
November 28-án az Arminia Bielefeld elleni 2–1-n a második félidő elején asszisztot készített elő Christopher Nkunku találatánál. December 2-án szerezte idénybeli első gólját, a Başakşehir elleni 4–3-ra megnyert BL mérkőzésen, tíz nap múlva szerezte a 11. bajnokiján első gólját a Werder Bremen elleni 2–0-s találkozón.
December 22-én az Augsburg ellen ismét gólpasszt jegyzett ezúttal német kupamérkőzésen.
Január 2-án az újév első mérkőzésén harmadik gólját szerezte a bajnokság 14. fordulójában a Stuttgart otthonában,  három fordulóval később az Union Berlin ellen gólpasszt adott Emil Forsbergnek. 
Február 3-án a VfL Bochum ellen gólpasszal, a bajnokság 21. fordulójában az Augsburg ellen góllal volt eredményes, az egymást követő két fordulóban a Hertha és a Borussia Mönchengladbach ellen gólpasszal vette ki részét. 
Március 10-én játszotta Lipcse színeiben 50. mérkőzését a Liverpool elleni 2–0-s idegenbeli BL nyolcaddöntő visszavágóján.
A 26. fordulóban az Arminia Bielefeld ellen újabb asszisztot készített elő, amit Marcel Sabitzer váltott gólra az 1–0 során.
Április 10-én a Werder Bremen vendégeként megszerezte a nyitógólt az 1–4-s bajnokin.
Három fordulóval később, gólpasszt osztott ki Amadou Haidaranak a VfB Stuttgart elleni 2–0-s mérkőzésen.
Májusban a Borussia Dortmund ellen a bajnokságban, és a német kupa döntőjében is gólt szerzett, utóbbin idénybeli utolsó mérkőzését játszotta.

##### 2021/22-es szezon
Az augusztusi mérkőzéseken nem lépett pályára, ugyanis több tornán képviselte hazáját a nyáron, és pihenőre küldték. Szeptember 11-én játszotta első tétmérkőzését a Bayern München elleni 1–4-s hazai bajnokin, négy nappal később assziszttal mutatkozott be a BL-csoportkörben, egy 6–3-s vereségen a Manchester City ellen. 
Szeptember 24-én combsérülést szenvedett, és legkorábban, október 30-án lépett pályára a Eintracht Frankfurt ellen 1–1-s bajnoki utolsó perceiben, november 24-én visszatért a sérülése.
Január 15-én, sérülése után a bajnokság 19. fordulójában tért vissza a VfB Stuttgart ellen, négy nappal később góllal debütált a német kupa nyolcaddöntőben a Hansa Rostock ellen.
Január 23-án lépett pályára 50. Bundesliga mérkőzésén a VfL Wolfsburg elleni 2–0-s bajnoki 20. fordulójában.
Február 11-én gólt és gólpasszt jegyzett a Köln ellen a 22. fordulóban, a következő héten debütált az Európa Liga kieséses szakaszában hazai környezetben Real Sociedad elleni 2–2-n. Három nap múlva 6–1-re legyőzték a Hertha csapatát, amelyen két asszisztot és egy gólt szerzett. Március 2-án a német kupa negyeddöntőben az első találatnál a 17. percben gólpasszal vett ki részét, amit Christopher Nkunku értékesített.
Egy hónappal később, a Borussia Dortmund otthonában gólt szerzett, amellyel beállította az 1–4-es végeredményt.
Április 20-án miután a német kupa elődöntőjében 2–1-re megverték az Union Berlin csapatát bejutottak a döntőbe, amelyre május 21-én a Freiburg elleni 1–1-s mérkőzésen került sor, a 69. percben Kevin Kampl helyére érkezett, a tizenegyespárbajban a Lipcse harmadik büntetőjét értékesítette az összecsapás 4–2-s győzelemmel végződött.

##### 2022/23-as szezon
Július 30-án gólt és asszisztot szerzett a DFL-Supercup-ban a Bayern München elleni 3–5-re elvesztett kupameccsen.
A Bundesliga 1. fordulójában a VfB Stuttgart elleni döntetlenen, és a következő találkozón az 1. FC Köln ellen is gólpasszt jegyzett.
A második gólját augusztus 30-án szerezte a DFB-Pokal első körében a Teutonia 05 vendégeként. 
Szeptember 3-án a Eintracht Frankfurt ellen a 11. percben lecserélték, később kiderült, hogy szalagszakadást szenvedett, ezért csak október 22-én tudott újra pályára lépni a 100. mérkőzésén a Augsburg elleni 3–3-s bajnokin.
A Bajnokok Ligájaban ebben az idényben a Real Madrid elleni 3–2-re megnyert mérkőzésen játszott először. 
November 2-án a Sahtar Doneck elleni BL-mérkőzésen egy kapura tartó lövésből gólt szerzett, de az ellenfélen irányt váltott a labda, ezért csak gólpassz lett a találatból.
Három nap múlva jegyezte bajnoki első gólját a 13. fordulóban az 1899 Hoffenheim vendégeként az 1–3 során. 
2023. január 24-én a 17. fordulóban a Schalke 04 otthonában két gólpasszt, és egy pazar gólt szerzett a 16-os vonalánál emelésből az 1–6-os kiütéses meccsen.
Május 2-án a Freiburg ellen 5–1-re megnyert német kupa elődöntő mérkőzés 13 percében fejjel szerezte meg a vezetést, majd a további három találatnál Benjamin Henrichset, Szoboszlai Dominikot és Christopher Nkunkut segítette gólhoz az első félidőben.
Június 1-jével további négyéves szerződést írt alá a klubbal.

A szezonzáró mérkőzésen pályára lépett a Német Kupadöntőben az Eintracht Frankfurt ellen 2–0-ás győztes találkozón.

##### 2023/24-es szezon
Az idény első tétmérkőzését a Német-szuperkupában játszotta a Bayern München elleni 3–0 során, amelyen mesterhármast szerzett, és a Lipcsei klub története során első alkalommal hódította el ezt a címet.
Miután a válogatottban megsérült a térde több mérkőzést is ki kellett hagynia. Végül 48 nap kihagyás után az SV Darmstadt 98 elleni 3–1-es győzelemmel végződő mérkőzésen tért vissza, a 80. percben Timo Wernert váltotta.

#### Barcelona
2024. augusztus 9-én visszatért a Barcelona csapatához, ahová 2030. június 30-ig írt alá. A 20-as számú mezt kapta és a kivásárlási ára 500 millió euró.
Augusztus 27-én mutatkozott be a Rayo Vallecano vendégeként 2–1-es győztes bajnokin, a második félidő 46. percében Ferrán Torres-t váltva. A 82. percben az első gólját is megszerezte, Lamine Yamal beadását követően, amellyel megnyerték a mérkőzést.
2025. január 12-én spanyol szuperkupa győztes lett, miután a döntőben 5—2-re legyőzték a Real Madrid csapatát. A második félidő 59. percben lépett pályára Lamine Yamal-t váltva.

### A válogatottban
Részt vett a 2015-ös U17-es labdarúgó-Európa-bajnokságon és a 2019-es U21-es labdarúgó-Európa-bajnokságon. Utóbbi tornán aranyérmet szereztek és 3 góllal segítette csapatát, ezek mellett a döntőben a mérkőzés emberének is megválasztották.
2019 novemberében meghívott kapott a felnőtt válogatottba. November 15-én mutatkozott be Málta ellen góllal a 7–0-ra megnyert 2020-as labdarúgó-Európa-bajnokság selejtező mérkőzésén. 2021. március 28-án a 10. mérkőzésén Grúzia ellen a 92. percben az ő góljával nyertek 1–0-ra, három nap múlva megszerezte harmadik gólját Koszovó ellen.
Május 24-én beválogatták a 2020-as Európa bajnokságra.
Június 14-én élete első eb-mérkőzését Svédország ellen játszotta, a legjobb nyolc között Horvátország ellen két gólpasszt osztott ki a 3–5-s mérkőzés 2×15 perces hosszabbításában, előbb a 100. percben Álvaro Moratanak, majd három perccel később Mikel Oyarzabalnak. Négy nap múlva az elődöntő vége előtt 10 perccel kulcsfontosságú passzt adott Álvaro Moratanak, amivel 1–1-re mentették az összecsapást, majd a tizenegyespárbajban alulmaradtak Olaszország ellen.
Részese volt a 2020. évi nyári olimpiai játékoknak, amelyen ezüstérmesként távozott, mivel a brazilok elleni döntő mérkőzését elveszítették.
2022. március 26-án az albánok elleni felkészülési mérkőzésen megszerezte a csapat színeiben negyedik gólját.
2022. november 11-én Luis Enrique nevezte a csapat 26-fős keretébe a 2022-es katari világbajnokságra.
November 23-án lépett pályára először vb-mérkőzésen, melyen gólt- gólpasszt szerzett Costa Rica ellen, a 7–0-s mérkőzés első találatát, majd az utolsó találatnál Álvaro Moratat segítette ki.
A három csoportköri találkozókon Németország, és Japán ellen végig a pályán volt, majd az utolsó mérkőzésüket a nyolcaddöntőben Marokkó ellen játszották.
2023.szeptember 8-án, a 2024-es labdarúgó-Európa-bajnokság selejtezőjének keretein belül megrendezett Spanyolország–Grúzia 7–1-re végződő mérkőzés 38. percében gólt szerzett, azonban a 44. percben térdsérülés miatt le kellett cserélni.

## Magánélete
Édesapja Miquel Olmo labdarúgó, edző. 
Testvére, Carlos Olmo szintén labdarúgó.
Dani kiválóan beszél horvátul.

## Statisztika

### Klubcsapatokban
20235. február 23-i állapot szerint.
| Klub             | Szezon           | Bajnokság        | Bajnokság | Bajnokság | Kupa  | Kupa  | Nemzetközi | Nemzetközi | Egyéb | Egyéb | Összes | Összes |
| Klub             | Szezon           | Liga             | Mérk.     | Gólok     | Mérk. | Gólok | Mérk.      | Gólok      | Mérk. | Gólok | Mérk.  | Gólok  |
| ---------------- | ---------------- | ---------------- | --------- | --------- | ----- | ----- | ---------- | ---------- | ----- | ----- | ------ | ------ |
| Dinamo Zagreb II | 2015/16          | Druga HNL        | 15        | 1         | —     | —     | —          | —          | —     | —     | 15     | 1      |
| Dinamo Zagreb II | 2016/17          | Druga HNL        | 10        | 2         | —     | —     | —          | —          | —     | —     | 10     | 2      |
| Dinamo Zagreb II | Összesen         | Összesen         | 25        | 3         | 0     | 0     | 0          | 0          | —     | —     | 25     | 3      |
| Dinamo Zagreb    | 2014/15          | Prva HNL         | 5         | 0         | —     | —     | —          | —          | —     | —     | 5      | 0      |
| Dinamo Zagreb    | 2015/16          | Prva HNL         | 1         | 0         | 1     | 1     | —          | —          | —     | —     | 2      | 1      |
| Dinamo Zagreb    | 2016/17          | Prva HNL         | 14        | 1         | 4     | 3     | —          | —          | —     | —     | 18     | 4      |
| Dinamo Zagreb    | 2017/18          | Prva HNL         | 26        | 8         | 5     | 1     | 2          | 0          | —     | —     | 33     | 9      |
| Dinamo Zagreb    | 2018/19          | Prva HNL         | 25        | 8         | 3     | 1     | 16         | 3          | —     | —     | 44     | 12     |
| Dinamo Zagreb    | 2019/20          | Prva HNL         | 9         | 3         | 2     | 0     | 11         | 5          | —     | —     | 22     | 8      |
| Dinamo Zagreb    | Összesen         | Összesen         | 80        | 20        | 15    | 6     | 29         | 8          | —     | —     | 124    | 34     |
| RB Leipzig       | 2019/20          | Bundesliga       | 12        | 3         | 1     | 1     | 2          | 1          | —     | —     | 15     | 5      |
| RB Leipzig       | 2020/21          | Bundesliga       | 32        | 5         | 6     | 1     | 8          | 1          | —     | —     | 46     | 7      |
| RB Leipzig       | 2021/22          | Bundesliga       | 19        | 3         | 4     | 1     | 8          | 0          | —     | —     | 31     | 4      |
| RB Leipzig       | 2022/23          | Bundesliga       | 23        | 2         | 4     | 2     | 3          | 0          | 1     | 1     | 31     | 5      |
| RB Leipzig       | 2023/24          | Bundesliga       | 21        | 4         | 0     | 0     | 3          | 1          | 1     | 3     | 25     | 8      |
| RB Leipzig       | Összesen         | Összesen         | 107       | 17        | 15    | 5     | 24         | 3          | 2     | 4     | 148    | 29     |
| Barcelona        | 2024/25          | La Liga          | 15        | 6         | 2     | 0     | 4          | 1          | 1     | 0     | 22     | 7      |
| Barcelona        | Összesen         | Összesen         | 15        | 6         | 2     | 0     | 4          | 1          | 1     | 0     | 22     | 7      |
| KARRIER ÖSSZESEN | KARRIER ÖSSZESEN | KARRIER ÖSSZESEN | 227       | 44        | 32    | 11    | 57         | 12         | 3     | 4     | 319    | 88     |

Jegyzetek
1. ↑  Mérkőzése(i) az Európa Ligában (két selejtező)
2. ↑  Mérkőzése(i) a Bajnokok Ligájában (hat selejtező; egy gól), és az Európa Ligában tíz mérkőzés; két gól)
3. ↑  Mérkőzése(i) a Bajnokok Ligájában (öt selejtező; három gól, és hat csoportkör; két gól)
4. 1 2 3 4 5  Mérkőzése(i) a Bajnokok Ligájában
5. ↑  A Bajnokok Ligájában kétszer, és az Európa Ligában hatszor lépett pályára.
6. 1 2  Mérkőzése(i) a(z) DFL-Supercup-ban
7. ↑  Mérkőzése(i) a(z) Supercopa-ban

### A válogatottban
2022. december 6-i állapot szerint.
| Spanyolország | Spanyolország | Spanyolország |
| Év            | Mérk.         | Gólok         |
| ------------- | ------------- | ------------- |
| 2019          | 1             | 1             |
| 2020          | 7             | 0             |
| 2021          | 10            | 2             |
| 2022          | 11            | 2             |
| 2023          | 3             | 2             |
| 2024          | 9             | 4             |
| Összesen      | 41            | 11            |

### Válogatott góljai
2019. november 18-án frissítve.
| # | Időpont            | Helyszín                                           | Ellenfél   | Gólok | Eredmény | Kiírás                                     |
| - | ------------------ | -------------------------------------------------- | ---------- | ----- | -------- | ------------------------------------------ |
| 1 | 2019. november 15. | Estadio Ramón de Carranza, Cádiz, Spanyolország    | Málta      | 5–0   | 7–0      | 2020-as Európa-bajnokság selejtező         |
| 2 | 2021. március 28.  | Borisz Paicsadze Stadion, Tbiliszi, Grúzia         | Grúzia     | 2–1   | 2–1      | 2022-es labdarúgó-világbajnokság-selejtező |
| 3 | 2021. március 31.  | Estadio de La Cartuja, Sevilla, Spanyolország      | Koszovó    | 1–0   | 3–1      | 2022-es labdarúgó-világbajnokság-selejtező |
| 4 | 2022. március 26.  | RCDE Stadium, Cornellà de Llobregat, Spanyolország | Albánia    | 2–1   | 2–1      | Barátságos mérkőzés                        |
| 5 | 2022. november 23. | Al-Thumama Stadion, Doha, Katar                    | Costa Rica | 1–0   | 7–0      | 2022-es labdarúgó-világbajnokság           |

## Sikerei, díjai

### Klubcsapatokban
Dinamo Zagreb
- Horvát bajnok: 2014-15, 2015-16, 2017-18, 2018-19, 2019–20
- Horvát kupa: 2014-15, 2015-16, 2017-18

 RB Leipzig
- Német Kupa: 2021/22, 2022/23
- Német Szuperkupa: 2023

FC Barcelona
- Spanyol Szuperkupa: 2025
- Spanyol Kupa: 2025
- Spanyol Liga: 2025

### A válogatottban
Spanyolország U21
- U21-es labdarúgó-Európa-bajnokság: 2019

 Spanyolország
- Labdarúgó-Európa-bajnokság: 2024